# Estación Santa Ana de los Guácaras
Santa Ana de los Guácaras es una estación de ferrocarril ubicada en la Localidad Homónima, en el Departamento Departamento San Cosme en la Provincia de Corrientes, República Argentina. 

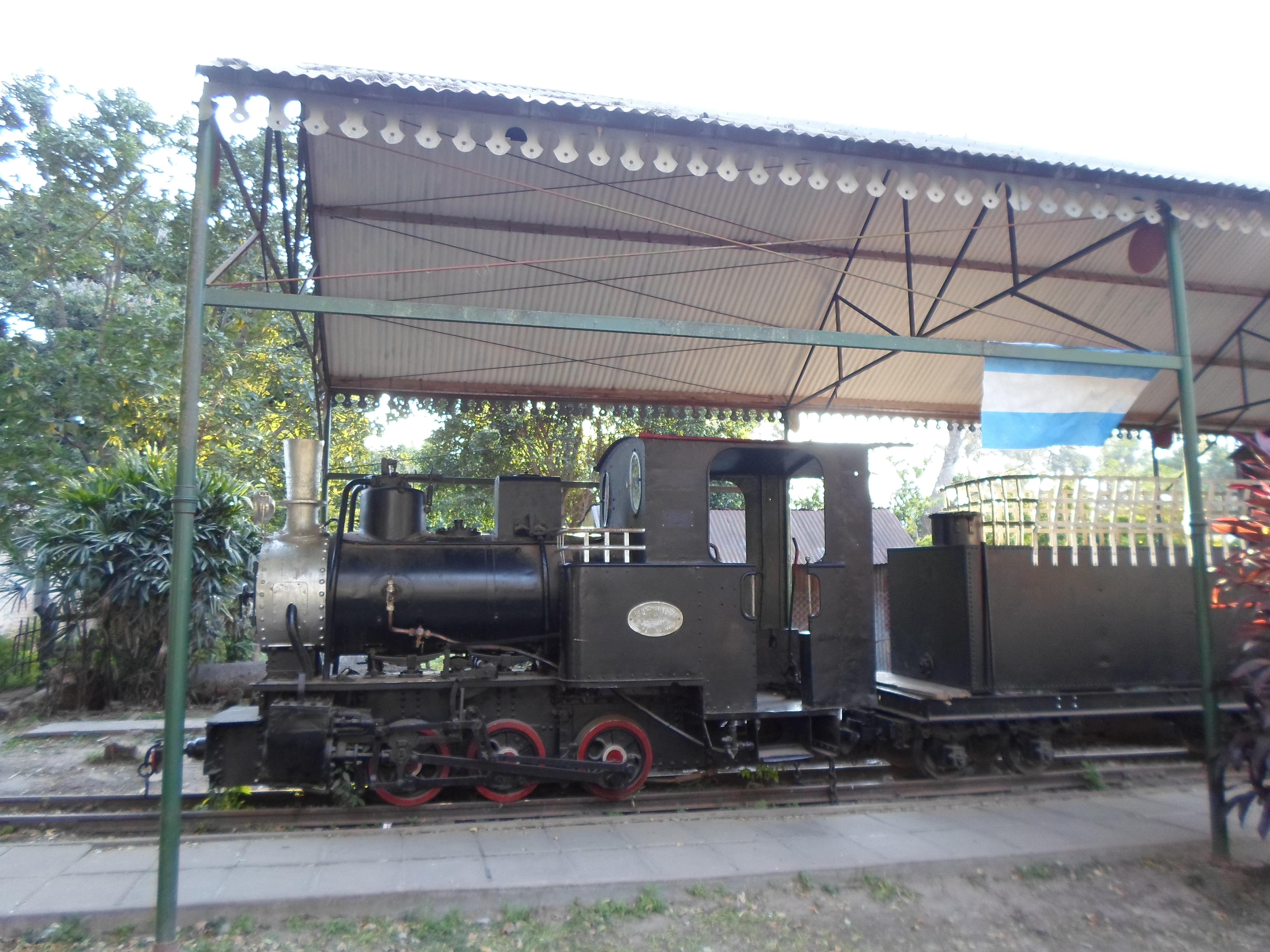
Estación Santa Ana de los Guácaras, Ferrocarril Económico Correntino.

## Servicios
Se encuentra Precedida por el Embarcadero Villa Solari y le sigue la Estación Juan Ramón Vidal.